# Woronowo (Kaliningrad, Gurjewsk)
Woronowo (russisch Вороново, deutsch Alt Kainen mit Neu Kainen, Louisenhof, litauisch Kainai) ist ein Ort in der russischen Oblast Kaliningrad. Er liegt im Rajon Gurjewsk und gehört zur kommunalen Selbstverwaltungseinheit Stadtkreis Gurjewsk. Die Ortsstelle Louisenthal gehört inzwischen allerdings zum Ort Nowo-Moskowskoje im Rajon Bagrationowsk.

## Geographische Lage
Die beiden Woronowo genannten Ortsteile liegen an einer Nebenstraße östlich des Stadtkreises Laduschkin (Ludwigsort), die Nowo-Moskowskoje (Poplitten) mit Uschakowo (Brandenburg am Frischen Haff) verbindet. Die nächste Bahnstation ist Laduschkin an der Bahnstrecke von Kaliningrad (Königsberg) nach Mamonowo (Heiligenbeil) zur Weiterfahrt nach Polen (frühere Preußische Ostbahn).

## Geschichte

### Alt mit Neu Kainen
Bei dem ehemals Alt Kainen (nach 1610 Cainenn, nach 1785 Ceynen, nach 1871 Cainen, vor 1912 mit Namenszusatz Alt Cainen, bis 1938 Alt Kainen, danach nur noch Kainen) mit der dazugehörigen Ortschaft Neu Kainen handelt es sich ursprünglich um ein Vorwerk un weit des Frischen Haffs und 23 Kilometer nordöstlich der früheren Kreisstadt Mamonowo (Heiligenbeil). Alt mit Neu Kainen war Teil der Gemeinde Brandenburg (Frisches Haff) (heute russisch: Uschakowo), zu deren Amtsbezirk im Landkreis Heiligenbeil im Regierungsbezirk Königsberg der preußischen Provinz Ostpreußen es dann auch gehörte.

### Louisenhof
Der andere Ortsteil Woronowos, ehemals Louisenhof (vor 1700 Loysenhoff, nach 1724 Lowiesenhoff, nach 1785 Lovisenhof) genannt, ist ebenfalls 23 Kilometer von Mamonowo (Heiligenbeil) entfernt. Bis zur Küste des Frischen Haffs sind es zwei Kilometer. Bereits 1508 fand der Ort seine erste Erwähnung. Hier lebten im Jahre 1910 50 Einwohner. Das kleine ehemalige Gutsdorf war nach seiner Eingemeindung am 30. September 1928 in seiner Geschichte eng mit Pörschken verbunden, der namengebend für den Amtsbezirk Pörschken war und bis 1945 zum Landkreis Heiligenbeil im Regierungsbezirk Königsberg der preußischen Provinz Ostpreußen gehörte.

### Woronowo
Alt Kainen (ab 1938 meist nur noch „Kainen“) und Louisenhof kamen 1945 mit dem nördlichen Ostpreußen zur Sowjetunion und erhielten 1950 die gemeinsame russische Bezeichnung Woronowo. Gleichzeitig wurde der Ort in den Dorfsowjet Nowo-Moskowskoje im Rajon Laduschkin eingeordnet und gelangte 1954 in den Dorfsowjet Pjatidoroschny. Vermutlich wurde im Zusammenhang mit der Neuordnung der Rajons in diesem Bereich im Jahr 1965 die Ortstelle Louisenthal an den Ort Nowo-Moskowskoje angeschlossen, während das übrige Woronowo schließlich in den Rajon Gurjewsk gelangte, wo es zunächst zum Dorfsowjet bzw. Dorfbezirk Nowomoskowski und seit 2008 zur Landgemeinde Nowomoskowskoje gehörte. Seit dessen Auflösung im Jahr 2013 gehört der Ort zum Stadtkreis Gurjewsk.

## Kirche
Die Bevölkerung Kainens und Louisenhofs war vor 1945 überwiegend evangelischer Konfession. Beide Orte gehörten zum Kirchspiel Pörschken. Es lag im Kirchenkreis Heiligenbeil in der Kirchenprovinz Ostpreußen der Kirche der Altpreußischen Union. 
Heute liegt Woronowo im Einzugsbereich der evangelisch-lutherischen Gemeinde in Nowo-Moskowskoje (Poplitten), einer Filialgemeinde der Auferstehungskirche in Kaliningrad (Königsberg). Sie ist Teil der Propstei Kaliningrad der Evangelisch-lutherischen Kirche Europäisches Russland (ELKER).